# Elodie Heloise
Elodie Heloise (Utrecht, 1968) is een Nederlands auteur, woonachtig op Curaçao. Haar romandebuut Blauwe tomaten stond op de longlist voor de Libris Literatuur Prijs 2024.

## Leven en werk
Heloise groeide op in Curaçao waar zij naar het Radulphus College ging. Vervolgens studeerde zij in Nederland aan Hogeschool Saxion. In 2006 publiceerde zij haar eerste boek, Herinneringen aan Curaçao.
Ze werkte tien jaar in de journalistiek voor de Curaçaose media, onder meer van 2010 tot 2013 als redacteur bij het Antilliaans Dagblad en van 2013 tot 2015 als eindredacteur en hoofdredacteur bij de Amigoe. Daarnaast schreef ze columns voor onder andere Radio Paradise FM en had een rubriek Face in the Crowd bij het Antilliaans Dagblad en Uit de kunst (For di Arte) bij het Antilliaans Dagblad en de Extra. In deze periode onderzocht zij veel sociaal-maatschappelijke thema’s  en ontwikkelde zich tot een maatschappelijk geëngageerd schrijver.
Naast haar eigen boeken leverde zij bijdragen aan boeken van anderen, waaronder Kas di Shon, Kas di Pueblo, Curaçao Religions, Gedenkboek van de Nationale Bibliotheek, Gods Wijngaard in de West en het fotoboek van Bea Moedt Curaçao, my lasting love affair.
Haar nominatie voor de Libris Literatuur Prijs beschouwt Heloise als een groot cadeau voor de literatuur van Curaçao en ze hoopt dat hij zal leiden tot een beter platform voor jonge Caribische schrijvers. Op haar Facebookpagina schreef ze op 2 februari 2024: Mission accomplished: Caribische literatuur weer op de agenda in het hele koninkrijk.
Sinds 2015 is zij in het dagelijks leven manager van cultureel centrum Landhuis Bloemhof.